# Rupert Hennen
Rupert Hennen (* 30. Oktober 1997 in Trier) ist ein deutscher Basketballspieler.

## Laufbahn
Der Sohn des ehemaligen Managers des TBB Trier, Martin Hennen, spielte in der Jugend für den MJC Trier und den TBB Trier. In der Saison 2015/16 schaffte er den Sprung in den Kader der neugegründeten Gladiators Trier für die 2. Bundesliga ProA. Hennen verließ Trier in der Sommerpause 2021 und schloss sich dem Drittligisten EN Baskets Schwelm an. Hennen war 2021/22 mit einer mittleren Spielzeit von 34:40 Minuten je Begegnung innerhalb der Schwelmer Mannschaft führend und erzielte einen Durchschnitt von 16,5 Punkten, des Weiteren bereitete er je Begegnung fast sieben Korberfolge von Mitspielern vor.
Im Sommer 2022 wechselte er nach Köln, um an der Deutsche Sporthochschule zu studieren und um für den Drittligisten RheinStars Köln zu spielen. Er wurde mit den Rheinländern 2024 in der ProB-Nord Hauptrundenmeister und erreichte mit der Mannschaft anschließend die Endspiele, die gegen Rhöndorf verloren wurden. Hennen erhielt in einer Abstimmung unter den ProB-Ligisten die Auszeichnung als bester Spieler der Saison 2023/24 gewählt.

### Nationalmannschaft
Im Sommer 2015 spielte er für die deutsche Nationalmannschaft bei U18-Weltmeisterschaft in der Basketball-Variante „3 gegen 3“.